# Yusuf Emre Gültekin
Yusuf Emre Gültekin (* 12. März 1993 in Ankara) ist ein türkischer Fußballspieler.

## Karriere

### Verein
Gültekin kam in Altındağ, einem Stadtteil von Ankara auf die Welt. In Ankara begann er mit dem Vereinsfußball in der Jugend von Gençlerbirliği Ankara. 2008 wurde er an die Nachwuchsabteilung von Hacettepe SK, den Zweitverein Gençlerbirliğis, abgegeben, kehrte aber 2010 wieder zu Gençlerbirliği zurück. Im Frühjahr 2011 erhielt er hier einen Profivertrag. Am 23. Dezember 2012 gab er in der Ligapartie gegen Bursaspor sein Profidebüt.
Nachdem er die Rückrunde der Spielzeit 2012/13 als Leihspieler bei Hacettepe SK verbracht hatte, kehrte er im Sommer 2013 zu Gençlerbirliği zurück. In den letzten Tagen der Sommertransferperiode 2014 wurde er ein weiteres Mal an Hacettepe SK ausgeliehen.
Für die Saison 2015/16 wurde Gültekin an den Zweitligisten Boluspor ausgeliehen und nach einer weiteren Saison an diesen verkauft.
Am 1. September 2020 wechselte er vom Erstligaverein Büyüksehir Belediye Erzurumspor zum Zweitligaverein Ümraniyespor.

### Nationalmannschaft
Gültekin spielte 2012 zweimal für die türkische U-20-Nationalmannschaft.

## Erfolge
Mit Gençlerbirliği Ankara
- TSYD-Ankara-Pokalsieger: 2012